# Norwood (Wisconsin)
Norwood – miasto w Stanach Zjednoczonych, w stanie Wisconsin, w hrabstwie Langlade.